# Attribution
Das aus dem Lateinischen stammende Wort Attribution (häufig auch Attribuierung) bezeichnet in der Sozialpsychologie und in der Sozialpsychiatrie sowohl die subjektive als auch soziale Zuschreibung von Eigenschaften (Attributen) wie Fähigkeiten oder Erfahrungen als auch die von angenommenen bzw. vermuteten Ursachen von Handlungen der eigenen Person oder anderer Menschen sowie die der Verursachung von realen äußeren Vorgängen und Situationen (Kausalattribuierung). Auch bezeichnet es aus diesen Annahmen resultierende Konsequenzen und Wirkungen für das Erleben und Verhalten. Unterschiedliche Attributionen von realen Situationen können als Wirklichkeitskonstrukte angesehen werden und lassen unterschiedliche Motivationen für künftiges Verhalten plausibel erscheinen.
Der in der Sozialpsychologie gebräuchliche Begriff macht dabei Anleihe bei dem soziologischen Begriff der sozialen Zuschreibung, indem angenommen wird, dass ähnliche Mechanismen im interpersonalen Kontakt i. e. S. wie im gesellschaftlichen Umfeld i. w. S. zu beobachten sind.
Siehe auch: Zugeschriebene Position für Zuschreibung von sozialem Status oder der sozialen Rolle

## Ursprünge des Begriffs
Geprägt wurde der Begriff Attribution durch Fritz Heider (1896–1988), der sich bei seinen Attributionstheorien hauptsächlich auf philosophische und gestaltpsychologische Gedankengänge stützte. Er generierte das Menschenbild des „naiven Wissenschaftlers“, der seine Umwelt begreifen und kontrollieren möchte. Aus diesem Grund bildet jeder Mensch subjektive oder „naive“ Erklärungen für beobachtete Effekte in seiner Umwelt, welche sich auf zwei Dimensionen abbilden lassen, der Lokations- und der Stabilitätsdimension. Auf der Lokationsdimension sind interne (personenspezifische) und externe (umweltspezifische) Effekte zu finden. Auf der Stabilitätsdimension hingegen wird beschrieben, ob die Effekte stabil oder variabel sind. Anstrengung oder Motivation beispielsweise wird als intern und variabel erklärt, während Fähigkeiten oder Macht als intern und stabil erklärt werden. Die Grenzen dieses Menschenbildes zeigen sich deutlich an Phänomenen wie dem Attributionsfehler (Actor-Observer-Bias) oder der Selbstwertdienlichkeit von Attributionen.
Julian B. Rotter (1916–2014) führte den Begriff der Kontrollorientierung ein, mit dem er die vorstehend als Lokaldimension bezeichneten Faktoren beschrieb. Eine Diskrepanz zwischen persönlichen Erwartungen (interner Effekt) und Realität (externer Effekt) kann eine Person dazu motivieren, ihr Verhalten zu ändern.

## Praktische Anwendungen
Der Begriff der Zuschreibung lässt sich kritisch sowohl allgemein auf das Verständnis motivationspsychologischer Faktoren und zwischenmenschlicher Beziehungen, auf die Selbstpsychologie als speziell auch auf die Praxis des Diagnostizierens als Sonderfall zwischenmenschlichen Handelns anwenden.